# Genilangit
Genilangit is een bestuurslaag in het regentschap Magetan van de provincie Oost-Java, Indonesië. Genilangit telt 2949 inwoners (volkstelling 2010).